# アデコグループ
アデコグループ（英: The Adecco Group）は、スイスに本部を置く総合人材サービス企業。スイス証券取引所上場企業。

## 概要
世界60を超える国に5,000を越える拠点があり、3万4,000名を超える社員がいる。売上高は日本円で3兆5千億円を超え、同業界では世界第2位の規模を持つ。本部は、チューリッヒ市の北郊に位置するコミューンのオプティコンに置かれている。世界の企業を対象とした総収益ランキング「フォーチュン・グローバル500」に選抜されている。

## 歴史
1957年、スイス人起業家であるアンリ・ラヴァンシーによりスイスのフランス語圏に位置するローザンヌで創業された人材サービス企業のアディア（Adia）を源とする。以降、北米やオーストラリア、日本を含む世界各地域にサービスを拡大していた。
一方、1964年にフランス・リヨンで同じく人材サービス企業のインテル・エッコがフランス人実業家であるフィリップ・フォリエル＝デステゼにより創業、1980年代前半までにフランス最大の人材サービス企業に成長していた。
1996年9月、フランス株式市場を主導する両社が合併し、スイス最大の人材サービス企業「アデコグループ」が誕生、スイス証券取引所に上場した。
2000年、アデコグループは米国オルステン社の人材派遣部門を14億6000万ドルで買収し、同国最大の人材サービス企業になった。
その後、2006年にドイツのDIS、2010年に米国のMPS、2015年にカナダのナイツブリッジ・ヒューマン・キャピタル・ソリューションズをそれぞれ買収するなど、各国の人材サービス企業の積極的な大型買収を続けることで知られる。

## 沿革
- 1957年 - 前身となるAdiaがスイスで創業
- 1964年 - 前身となるEccoがフランスで創業
- 1996年 - EccoとAdiaが合併。業務を統合し、年間売上が54億ユーロとなる[8]。
- 1997年 - マサチューセッツ州ケンブリッジに拠点を置く人材サービス企業TAD Resources Internationalを3億8,750万ドルで買収[9][10]。
- 2000年 - Olsten Staffingを買収、営業利益が合計116億ユーロとなる[11]。
- 2002年 - jobpilotを買収[12]
- 2004年 - Ajilon、PeopleOneを買収[12]
- 2005年 - Staffwise Legal、Humangroup、AltedIaをそれぞれ買収
- 2006年 - DISを買収後、ディーター・シャイフがグループのCEOに就任[13]
- 2007年 - Tujaグループを買収[12]。年次株主総会にて副会長のユルゲン・ドーマンが会長に指名される。後任の副会長はロルフ・デーリグが就任。アデコグループの共同創設者であるクラウス・J・ジェイコブスが名誉会長となる。
- 2008年 - DNCを買収[12]。9月11日、クラウス・J・ジェイコブスが死去[14]。ユルゲン・ドーマンが会長を辞任
- 2009年 - Springグループを買収。ロルフ・デーリグが会長に、パトリック・デ・メーセネールがCEOに就任
- 2010年 - MPSグループを買収。中国の人事支援サービス企業である北京外企人力资源服务有限公司（FESCO)と共同し、上海に合弁会社を設立[15]
- 2011年 - ニューヨーク州の再就職支援サービス企業Drake Beam Moerinの買収を発表[16]
- 2012年 - 株式会社VSNがグループ傘下となる。創設者のアンリ・ラヴァンシーが死去[17]
- 2013年 - MSPとRPO（採用代行サービス）を統合したブランドPontoonが発足[12]
- 2014年 - OnForceを買収し、子会社であるBeelineのベンダー管理ソフトウェア(VMS)とOnForceのフリーランス管理ソフトウェア (FMS)を連携するなどの業務提携を行うことを発表した[18]。筆頭株主のジェイコブス・ホールディングがアデコグループの株式16%を売却[19][20]
- 2015年 - カナダのナイツブリッジ・ヒューマン・キャピタル・ソリューションズを買収。9月1日、アラン・デヘイズがCEOに就任
- 2016年 - 5月10日、イギリスのペナ・コンサルティングを買収[21]
- 2017年 - Vetteryを買収
- 2018年 - General Assemblyを買収
- 2020年 - 子会社の医療人材派遣サービス企業ソリアント・ヘルスをプライベート・エクイティ・ファンドである米国オリンパス・パートナーズへ6億1,200万ドルで売却[22][23] 。4月、ジャン・クリストフ・デラルゼスが会長に就任。5月、ランスタッドおよびマンパワーグループと連携し、新型コロナウイルス流行後における安全な職場復帰に関する新たなガイダンスを策定した[24][25][26]。
- 2021年 - HIREDを買収
- 2022年 - Akka Technologiesを買収。7月1日、CEOのアラン・デヘイズが退任し、新たにデニス・マシュエルが就任

## 展開ブランド
・Adecco
Adia
・AKKODiS
・LHH
Badenoch + Clark
EZRA
General Assembly
Hired
xpontoon

## 主要連結子会社
| 地域           | 拠点                               | 法人                                       |
| -------------- | ---------------------------------- | ------------------------------------------ |
| オーストラリア | メルボルン                         | Adecco Industrial Pty Ltd.                 |
| オーストラリア | メルボルン                         | Modis Staffing Pty Ltd.                    |
| ベルギー       | フロート・ベイハールデン           | Adecco Personnel Services NV               |
| カナダ         | トロント                           | Adecco Employment Services Ltd.            |
| カナダ         | トロント                           | Modis Canada Inc.                          |
| コロンビア     | ボゴタ                             | Adecco Colombia SA                         |
| フランス       | パリ                               | LHH (Talent Solutions)                     |
| フランス       | ヴィルールバンヌ                   | Modis France                               |
| フランス       | ヴィルールバンヌ                   | Adecco Medical                             |
| フランス       | ヴィルールバンヌ                   | Adecco France                              |
| フランス       | ヴィルールバンヌ                   | Adecco Holding France                      |
| ドイツ         | デュッセルドルフ                   | Adecco Personaldienstleistungen GmbH       |
| ドイツ         | デュッセルドルフ                   | DIS AG                                     |
| ドイツ         | デュッセルドルフ                   | Modis GmbH                                 |
| ドイツ         | デュッセルドルフ                   | Adecco Beteiligungs GmbH                   |
| インド         | ベンガルール                       | Adecco India Private Ltd.                  |
| イタリア       | ミラノ                             | Adecco Italia S.p.A.                       |
| 日本           | 東京                               | AKKODiS Consulting Ltd.                    |
| 日本           | 東京                               | Adecco Ltd.                                |
| メキシコ       | メキシコシティ                     | Entreprise Adecco, S.A. de C.V.            |
| オランダ       | ユトレヒト                         | Adecco Personeelsdiensten BV               |
| オランダ       | ユトレヒト                         | Adecco HR Solutions B.V.                   |
| オランダ       | ユトレヒト                         | Adecco International Financial Services BV |
| オランダ       | ユトレヒト                         | Adecco Holding Europe BV                   |
| ノルウェー     | オスロ                             | Adecco Norge AS                            |
| ペルー         | リマ                               | Adecco Consulting SA                       |
| ポーランド     | ワルシャワ                         | Adecco Poland Sp. z o.o.                   |
| ポルトガル     | リスボン                           | Adecco Recursos Humanos - Empresa de       |
| シンガポール   | シンガポール                       | Adecco Personnel Pte Ltd.                  |
| スペイン       | マドリード                         | Adecco TT SA Empresa de Trabajo Temporal   |
| スペイン       | マドリード                         | Adecco Outsourcing SA                      |
| スウェーデン   | ストックホルム                     | Adecco Sweden AB                           |
| スイス         | ローザンヌ                         | Adecco Ressources Humaines S.A.            |
| スイス         | ローザンヌ                         | Adecco Invest S.A.                         |
| スイス         | チューリッヒ                       | Adecco Liquidity Services AG               |
| イギリス       | ロンドン                           | Adecco UK Ltd.                             |
| イギリス       | ロンドン                           | Pontoon Europe Ltd.                        |
| イギリス       | ロンドン                           | Spring Technology Staffing Services Ltd.   |
| イギリス       | ロンドン                           | Badenoch and Clark Ltd.                    |
| イギリス       | ロンドン                           | Olsten (U.K.) Holdings Ltd.                |
| アメリカ合衆国 | バーリントン（マサチューセッツ州） | Entegee, Inc.                              |
| アメリカ合衆国 | ジャクソンビル (フロリダ州)        | Modis, Inc.                                |
| アメリカ合衆国 | ジャクソンビル (フロリダ州)        | Modis E&T LLC                              |
| アメリカ合衆国 | ジャクソンビル (フロリダ州)        | ADO Professional Solutions, Inc.           |
| アメリカ合衆国 | ウィルミントン (デラウェア州)      | Adecco USA, Inc.                           |
| アメリカ合衆国 | ウィルミントン (デラウェア州)      | Lee Hecht Harrison LLC                     |
| アメリカ合衆国 | ウィルミントン (デラウェア州)      | General Assembly Space, Inc.               |
| アメリカ合衆国 | ウィルミントン (デラウェア州)      | Pontoon Solutions, Inc.                    |
| アメリカ合衆国 | ウィルミントン (デラウェア州)      | Adecco Financial Services (North America)  |
| アメリカ合衆国 | ウィルミントン (デラウェア州)      | Adecco, Inc.                               |

## 日本法人
アデコグループの前身であるアディアが1985年7月29日に日本法人を設立したことに始まる。

### 沿革
- 1985年 - アディアジャパン設立
- 1986年 - 労働大臣より一般労働者派遣事業許可を取得
- 1990年 - セントラルエードと合併し、 「アディアセントラル株式会社」に改称
- 1996年 - アディアグループとエッコグループの合併に伴い、 アディアセントラルがエコージャパンを統合
- 1997年 - アディアセントラルが「アデコジャパン株式会社」に社名変更。日本の人材派遣業界で初のISO9002認証を取得
- 1999年 - アデコジャパンとキャリアスタッフ(1981年設立)が合併し、 「アデコキャリアスタッフ株式会社」設立
- 2003年 - プライバシーマークの認証を取得
- 2004年 - 「アデコ株式会社」に社名変更。特例子会社「アデコソレイユ株式会社」設立
- 2005年 - 国連が提唱する「グローバル・コンパクト」に参加
- 2006年 - コーポレートブランドを変更
- 2012年 - VSNの全株式を取得
- 2014年 - 「Spring Professional Japan」ブランドが発足
- 2017年 - 人材紹介事業を「Spring Professional」ブランドへ変更[29]。アデコソレイユとVSNビジネスサポートの合併により、「アデコビジネスサポート株式会社」が発足
- 2018年 - A-STARの全株式を取得。アデコ・グループにおけるエンジニア派遣事業のグローバルブランドである「Modis」が日本に発足[30]
- 2022年 - 「Modis株式会社」設立。Modisとアデコのエンジニア派遣事業部門を統合、さらにVSNと合併し、Modisに統合。存続会社はVSN。
- 2023年 - Spring ProfessionalをLHHへブランド統合。Modisを「AKKODiSコンサルティング株式会社」へ、Modisビジネスサポートを「AKKODiSビジネスサポート株式会社」へ社名変更